# 聖歐仁聖安日納教堂

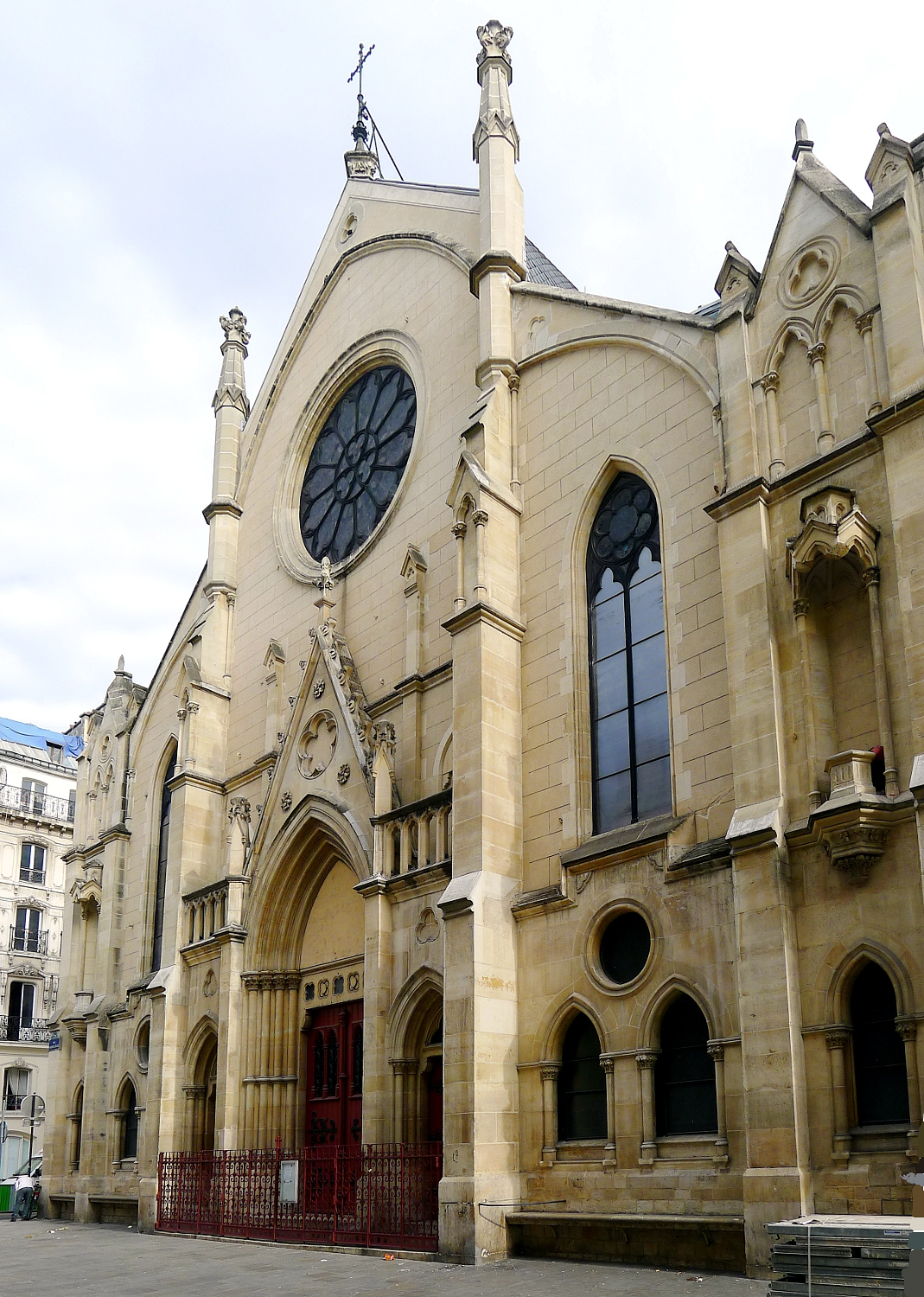

聖歐仁聖安日納教堂（Église Saint-Eugène-Sainte-Cécile）是法國首都巴黎的一座羅馬天主教的教堂，位於巴黎第九區。這座教堂修建於1854年至1855年。

## 外部連結
- 官方网站 （法語）
- 维基共享资源上的相關多媒體資源：Église Saint-Eugène-Sainte-Cécile

48°52′24″N 2°20′50″E / 48.87333°N 2.34722°E